# Krocozzota languria
Krocozzota languria är en insektsart som beskrevs av Kramer 1964. Krocozzota languria ingår i släktet Krocozzota och familjen dvärgstritar. Inga underarter finns listade i Catalogue of Life.